# Debaryomyces prosopidis
Debaryomyces prosopidis är en svampart som beskrevs av Phaff, Vaughan-Mart. & Starmer 1998. Debaryomyces prosopidis ingår i släktet Debaryomyces, ordningen Saccharomycetales, klassen Saccharomycetes, divisionen sporsäcksvampar och riket svampar.   Inga underarter finns listade i Catalogue of Life.